# Énergie au Panama
Le secteur de l'énergie au Panama est principalement important par le rôle que tient le pays comme point de transit dans le commerce mondial de l'énergie, et notamment du pétrole. Le pays est un modeste producteur et un consommateur d'énergie.

## Transit de produits énergétiques

### Rôle du canal de Panama

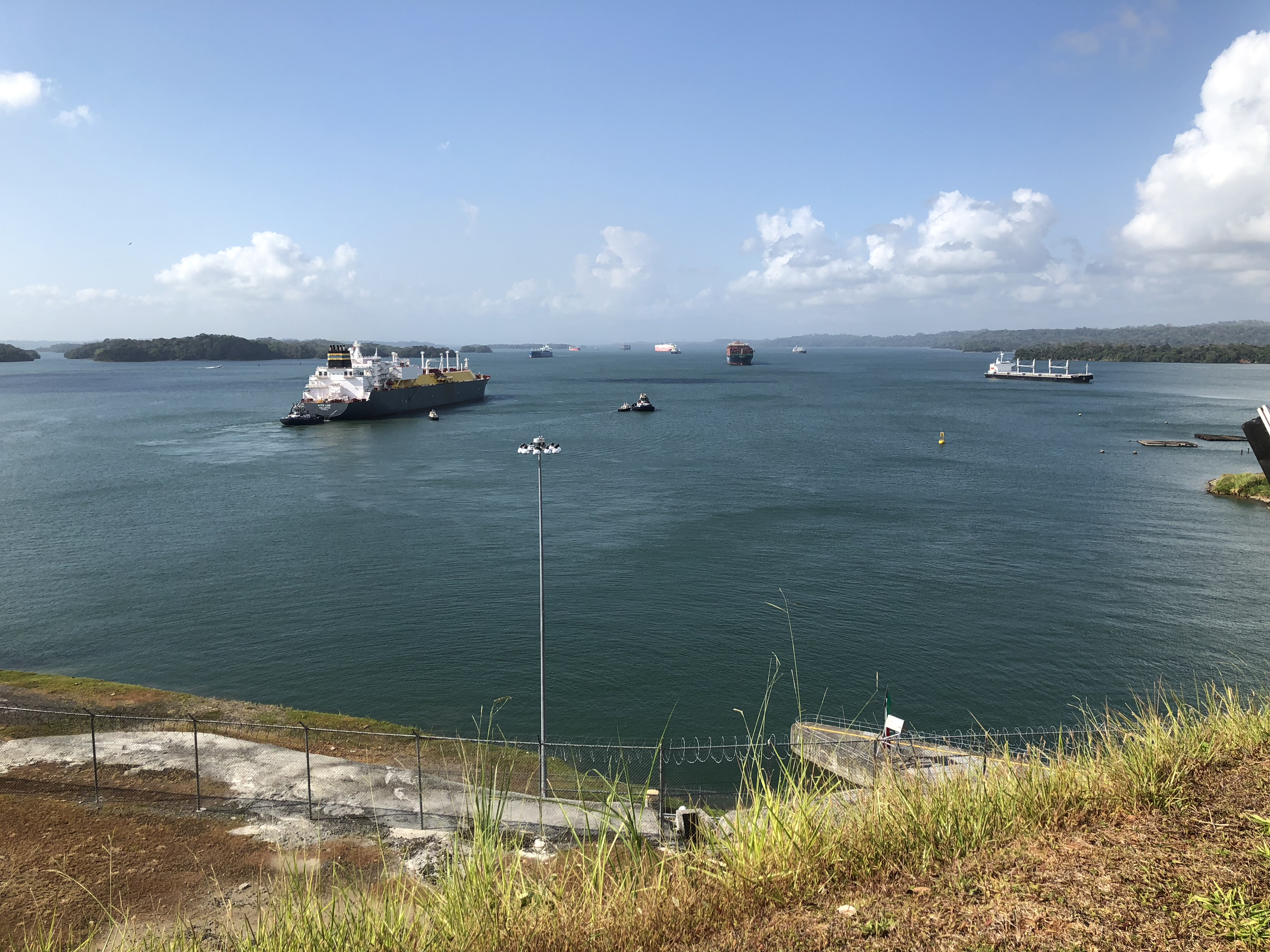
Un méthanier dans le Lac Gatún

Environ 900 000 barils/jours (1 % de la production mondiale) de pétrole transitent par le canal de Panama, ce qui fait du canal un point de transit significatif du commerce mondial du pétrole, mais beaucoup moins important que d'autres comme le détroit d'Ormuz. La trafic concerne davantage de carburants que de pétrole brut, et pour l'essentiel va de l'Atlantique vers le Pacifique. Le canal connait aussi un transit significatif de gaz naturel liquéfié et de charbon.

### Oléoduc trans-panama
Le Trans-Panama Pipeline est un oléoduc qui traverse le pays, à proximité du Costa Rica. Il relie deux terminaux pétroliers situés à Puerto Armuelles (littoral pacifique) et Chiriquí Grande (littoral carribéen). Il a été inauguré en 1982 et fonctionnait dans le sens pacifique-atlantique, à l'époque, son objectif principal était le transport du pétrole brut venant d'Alaska vers les marchés du golfe du Mexique et de l'Atlantique. Les grands pétroliers ne pouvant traverser le canal (limite de gabarit), ils déchargaient leur pétrole à Puerto Armuelles et d'autres pétroliers le chargaient à Chriqui Grande.
Le trafic de pétrole d'Alaska s'est terminé en 1996 après 2,7 milliards de barrils transportés, du fait principalement du déclin de la production à Prudhoe Bay. Après avoir servi à transporter du pétrole venant d'équateur, le pipeline a, en 2009, vu son flux s'inverser : il transporte maintenant du pétrole du bassin atlantique vers le pacifique.

## Exploration-production d'hydrocarbures
Le Panama ne produit aucun combustible fossile (pétrole, gaz ou charbon). La géologie de l'isthme est récente et volcanique n'offre pas la perspective de découvertes de combustibles fossiles. Néanmoins, au cours des années 2010, des gisements de pétrole et de gaz ont été découverts au large de la Colombie, assez près de la frontière maritime entre les deux pays pour envisager que le système pétrolier puisse se prolonger dans les eaux panaméennes. À partir de 2018, le pays a proposé des territoires maritimes en concession pour l'exploration pétrolière.

## Secteur aval et importations de pétrole
L'importante raffinerie de pétrole qui existait à Cativá est fermée depuis 2002, en raison principalement des litiges qui opposaient son opérateur, Chevron, au gouvernement panaméen. Depuis, le pays ne possède plus aucune capacité de raffinage, et importe donc la totalité de son pétrole sous forme de produits raffinés. En 2018, ces importations représentaient 8 Mtep, soit environ 160 000 barils/jours. 55 % de ce carburant est du fioul de marine destiné à l'avitaillement des navires marchands transitant par le pays, chiffre qui reflète l'importance considérable du trafic maritime du pays.

## Électricité, gaz naturel liquéfié et énergies renouvelables

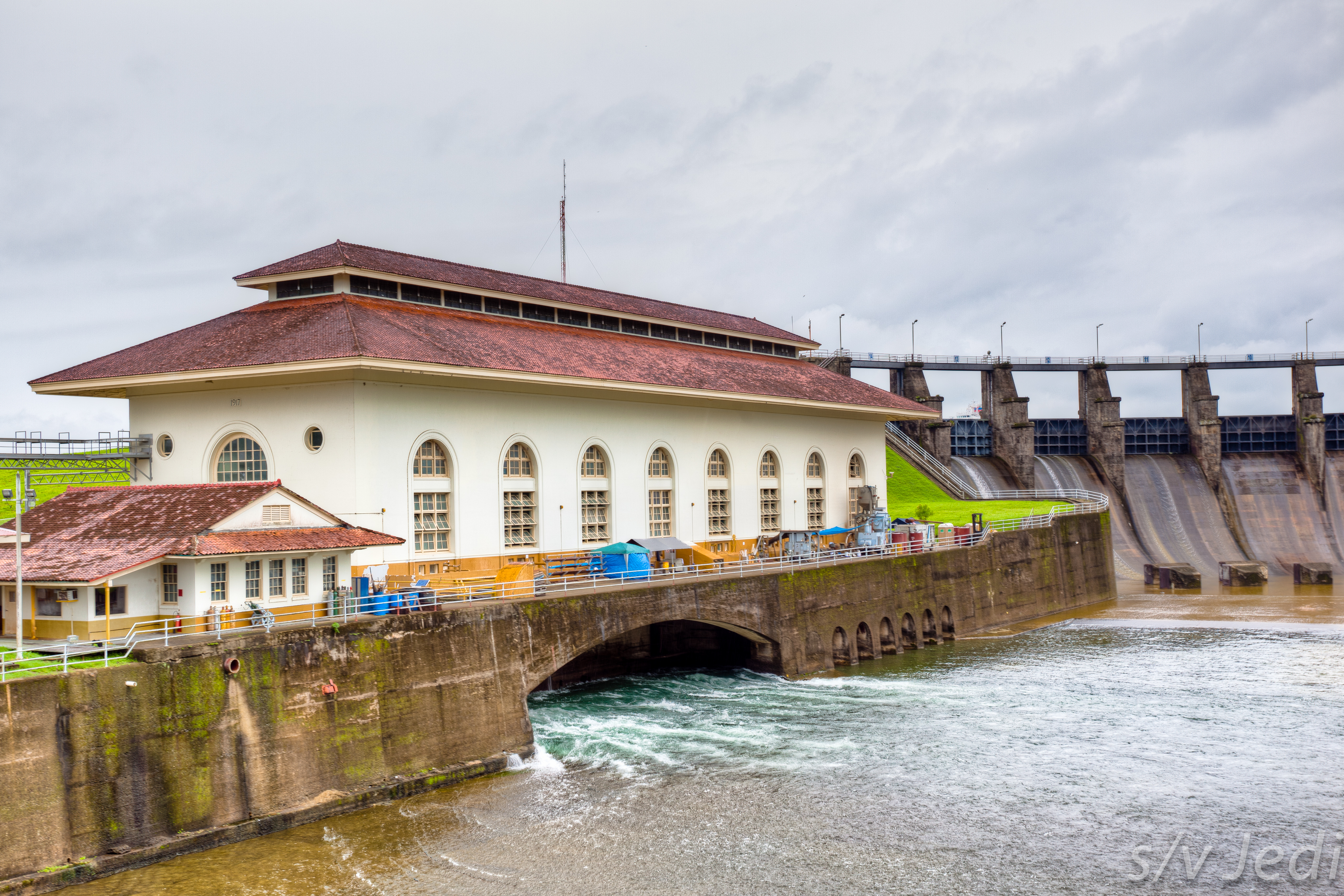
Barrage de Gatun, à la fois élément important du canal, et plus grand barrage hydroélectrique du pays

Le pays a produit 11 TWh d'électricité en 2018. La production est hydroélectrique à 70 %.
En 2018, le pays est devenu importateur de gaz naturel liquéfié. Son port méthanier est situé à Colón et sert exclusivement à alimenter à centrale à cycle combiné  attenante.
Une centrale à gaz plus importante, 670 MW, doit être construite avant 2024.
L'énergie éolienne représente environ 5 % de la production d'électricité.
Depuis la fin 2014, le réseau électrique du Panama est connecté avec les cinq autres pays d'amérique centrale, dans le cadre du SIEPAC (Sistema de Interconexión Eléctrica de los Países de América Central). Cette interconnexion, d'une capacité de 300 MW, a créé un marché électrique régional. Elle pourrait, à terme, se prolonger d'une connexion avec la Colombie.